# Kapela Srca Isusova u Mikulićima
Kapela Srca Isusova katolička je kapela koja se nalazi u gradskoj četvrti Črnomerec, u naselju Mikulići. Kapela je preuređena gospodarska zgrada iz 1962. godine. Smještena je uvučeno od glavne ceste, iza stambenih kuća u blizini kućnog broja Mikulići 188.

## Galerija
- Pogled na kapelu